# Szczur zaroślowy
Szczur zaroślowy (Rattus fuscipes) – gatunek ssaka z podrodziny myszy (Murinae) w obrębie rodziny myszowatych (Muridae), występujący wyłącznie w Australii.

## Taksonomia
Gatunek po raz pierwszy zgodnie z zasadami nazewnictwa binominalnego opisał w 1839 roku brytyjski przyrodnik George Robert Waterhouse nadając mu nazwę Mus fuscipes. Holotyp pochodził z Little Grove w Princess Royal Harbour, około 4 mi (6 km) na południe od Mount Melville, w Albany, w Australii Zachodniej, w Australii. 
R. fuscipes jest taksonem siostrzanym w stosunku do wszystkich innych australijskich Rattus z wyjątkiem R. leucopus, który jest gatunkiem bazalnym tego kladu. Każdy z rozpoznanych podgatunków jest odrębny morfologicznie i genetycznie; chociaż mogą się krzyżować, to przy dalszych badaniach mogą stanowić odrębne gatunki (zwłaszcza coracius). R. f. assimilis może reprezentować wiele podgatunków. Taksonomia podgatunkowa wymaga ponownej oceny. Autorzy Illustrated Checklist of the Mammals of the World rozpoznają cztery podgatunków.

### Etymologia
- Rattus: łac. rattus „szczur”[18].
- fuscipes: łac. fuscus „mroczny, ciemny”; pes, pedis „stopa”, od gr. πους pous, ποδος podos „stopa”[19].
- assimilis: łac. assimilis „podobny, jak”[20].
- coracius: gr. κορακιας korakias „rodzaj wrony lub kawki, być może wrończyk”, od κοραξ korax, κορακος korakos „kruk”, od κρωζω krōzō „krakać”[21]; tu w znaczeniu „czarny jak kruk”[22].
- greyi: George Edward Grey (1812–1898), brytyjski administrator kolonialny, gubernator, premier Nowej Zelandii[22][23].

### Nazewnictwo zwyczajowe
W wydanej w 2015 roku przez Muzeum i Instytut Zoologii Polskiej Akademii Nauk publikacji „Polskie nazewnictwo ssaków świata” gatunkowi nadano nazwę szczur zaroślowy. W Australii zwierzę nosi angielską nazwę bush rat, oraz aborygeńskie nazwy bogul i mootit.

## Występowanie
Szczur zaroślowy jest australijskim endemitem. Zamieszkuje wybrzeża i tereny przybrzeżne kontynentu. Jest szeroko rozprzestrzeniony w obszarach zalesionych i na wrzosowiskach w południowej i wschodniej części Australii, oraz na wielu wyspach, w tym na Wyspie Kangura.
Zasięg występowania w zależności od podgatunku:
- R. fuscipes fuscipes – południowo-zachodnia Australia i różne przybrzeżne wyspy.
- R. fuscipes assimilis – południowo-wschodni Queensland po wschodnią Wiktorię i niektóre przybrzeżne wyspy.
- R. fuscipes coracius – północno-wschodni Queensland, w tym wyspa Hinchinbrook.
- R. fuscipes greyi – południowo-wschodnia Australia Południowa i południowo-zachodnia Wiktoria, a także różne przybrzeżne wyspy, w tym Wyspa Kangura.

## Wygląd
Długość ciała (bez ogona) 100–205 mm, długość ogona 100–195 mm, długość ucha 18–25 mm, długość tylnej stopy 30–40 mm; masa ciała 50–225 g. Ogon jest względnie krótki. Wierzch ciała jest szary do szarobrązowego lub rudawego, spód ciała jest szary lub kremowy; futro jest gęste i miękkie. Charakterystycznymi cechami jego wyglądu są żółte, dłutowate siekacze i spiczasta głowa z dużymi, zaokrąglonymi uszami.

## Tryb życia
Szczur ten prowadzi naziemny, nocny tryb życia. Jest spotykany w lasach piętra subalpejskiego w Wielkich Górach Wododziałowych, wilgotnych lasach równikowych, lasach eukaliptusowych, zaroślach i wrzosowiskach w obszarach przybrzeżnych. Kryje się w gęstym poszyciu leśnym, kopie krótkie nory pod skałami i konarami, wykłada gniazda trawą. Nie jest spotykany na terenach zurbanizowanych.
Jest to zwierzę wszystkożerne, zjada grzyby, trawy, owoce, nasiona i owady. Samica w miocie rodzi do pięciu młodych, w sprzyjających latach może wydać na świat kilka miotów w ciągu roku.

## Populacja i zagrożenia
Szczur zaroślowy ma duży zasięg występowania, lokalnie jest liczny, szczególnie na przybrzeżnych wrzosowiskach. Jest obecny w wielu obszarach chronionych. Jest wrażliwy na zaburzenia środowiska przez działalność ludzką, w części zasięgu może być zagrożony przez wycinkę drzew, nieodpowiednie gospodarowanie ogniem i pożary buszu. Międzynarodowa Unia Ochrony Przyrody uznaje szczura zaroślowego za gatunek najmniejszej troski.
Szczur zaroślowy został skutecznie reintrodukowany w rezerwacie North Head w obrębie aglomeracji Sydney. Gryzoń ten konkuruje z zawleczonym do Australii szczurem śniadym (Rattus rattus) i badacze spodziewają się, że jego silna populacja będzie w stanie przeciwstawić się ekspansji obcego gatunku.